# Врач своей чести (Кальдерон)
«Врач своей чести» (исп. El médico de su honra) — драма Педро Кальдерона, написанная примерно в 1633—1635 годах. Была впервые поставлена 26 августа 1635 года в королевском дворце, впервые опубликована в 1637 году в составе «Второй части комедий Кальдерона». Её сюжет основан на одной из легенд, связанных с королём Кастилии Педро Жестоким, правившим в XIV веке. Несколько ранее, в 1633 году, была опубликована одноимённая пьеса Лопе де Веги на тот же сюжет (был ли с ней знаком Кальдерон, неясно).